# NGC 905
NGC 905 је лентикуларна галаксија у сазвежђу Кит која се налази на NGC листи објеката дубоког неба.
Деклинација објекта је - 8° 43' 7" а ректасцензија 2h 22m 43,5s. Привидна величина (магнитуда) објекта NGC 905 износи 15,1 а фотографска магнитуда 16,0. NGC 905 је још познат и под ознакама NPM1G -08.0091, PGC 9038.